# Вакабаяси, Хироюки
Вакабаяси Хироюки (яп. 若林 広幸, род. 1949, Киото, Япония) — японский архитектор.
К его основным работам относится павильон Humax в токийском районе Сибуя, железнодорожный вокзал в Удзи, офис «Майнити симбун» в Киото.

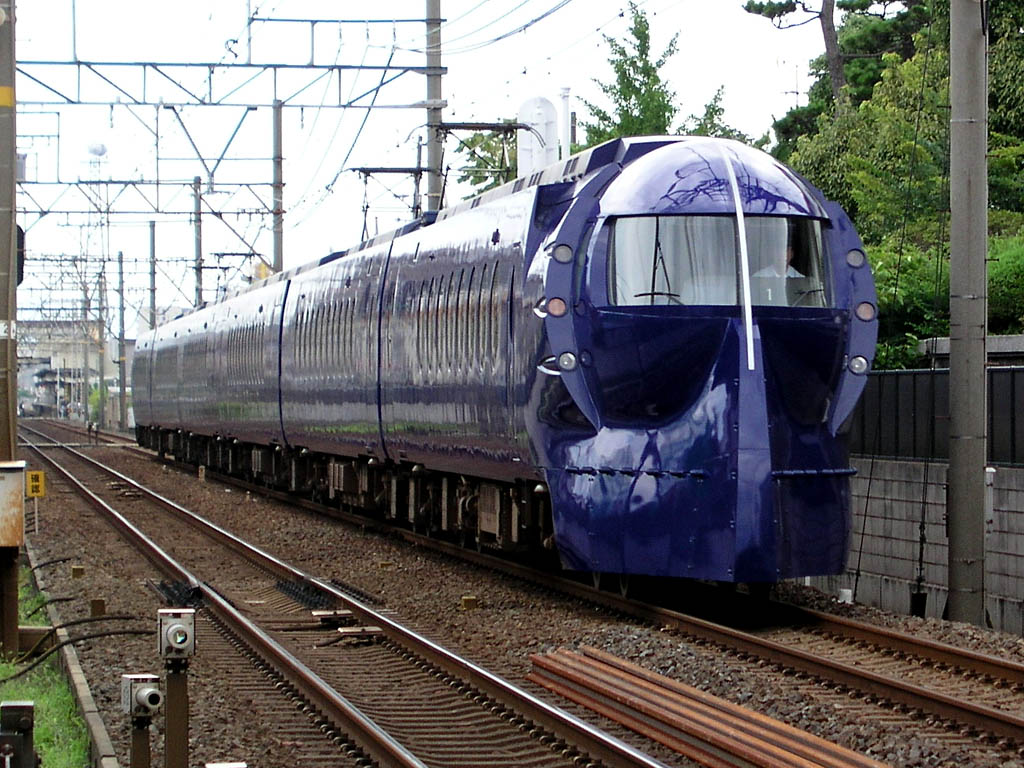
Rapi:t
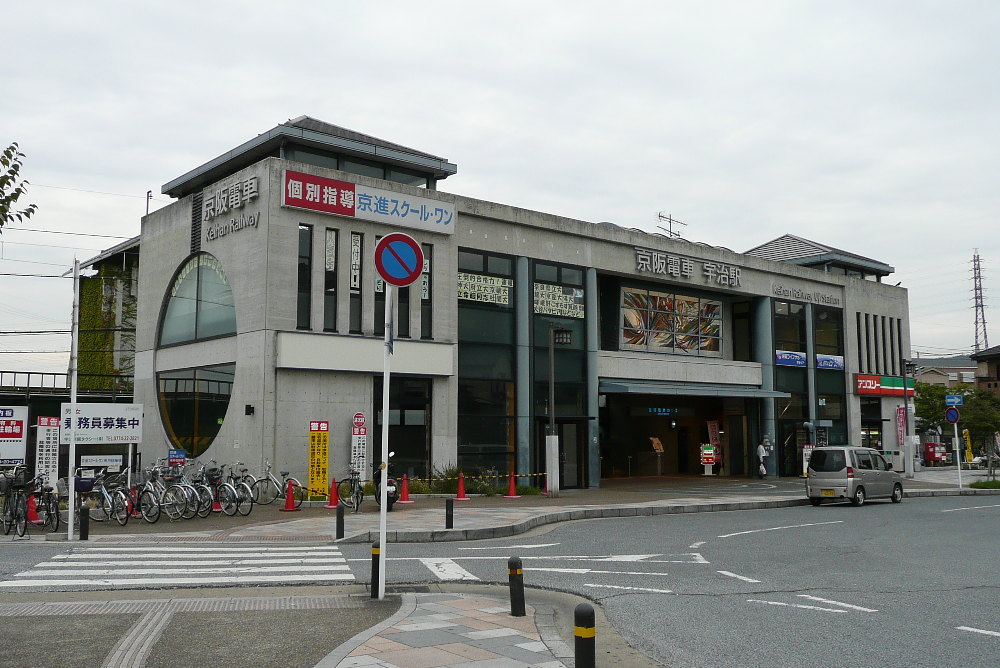
Станция Удзи
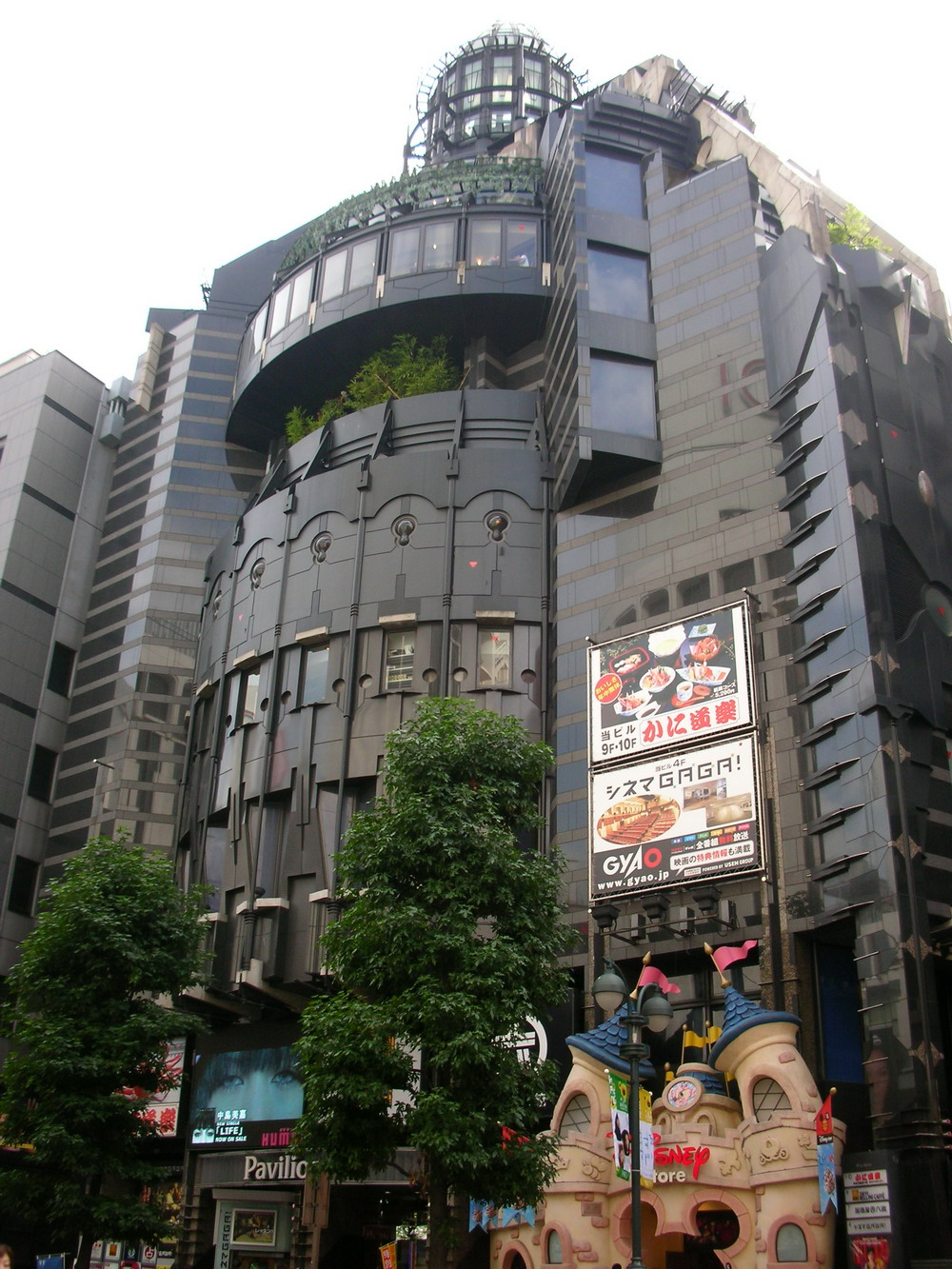
Павильон Humax, Сибуя

Вакабаяси также разработал дизайн электропоезда Rapi: t, соединяющего международный аэропорт Кансай со станцией Намба в Осаке. В 1995 этот дизайн выиграл премию «голубая лента».